# The Unguided
The Unguided est un groupe de death metal mélodique suédois, originaire de Falkenberg. Il est formé en 2010 par Richard Sjunnesson après son départ de Sonic Syndicate avec deux autres membres de Sonic Syndicate, l'ancien chanteur Roland Johansson et le guitariste Roger Sjunnesson. Deux autres membres ont ensuite rejoint le groupe : John Bengtsson à la batterie et le bassiste de Cipher System, Henric Liljesand.

## Biographie

### Débuts (2009–2010)
Avant que le groupe ne se forme, tous les membres principaux du groupe jouaient dans le groupe de métal suédois Sonic Syndicate.
Le chanteur Roland Johansson quitte le groupe en 2009 pour des raisons personnelles mais il accompagne cependant le groupe pour encore quelques dates,. 

### Nightmareland(2010–2011)
En fin octobre 2010, Richard Sjunnesson décide de quitter le groupe, à la suite de quelques problèmes avec leur label, Nuclear Blast, qui souhaitait changer la direction du groupe vers un style musical différent. Richard rejoint alors Roland Johansson pour créer The Unguided avec Roger Sjunnesson (qui jouait toujours en parallèle dans Sonic Syndicate, jusqu'en mai 2012 ).
Ils sortent leur premier EP, Nightmareland, en avril 2011 et leur premier album, Hell Frost, en novembre 2011. Leur premier clip sort peu après, Phoenix Down.

### InvaZionetFragile Immortality(2012–2015)
Après avoir récolté les dons nécessaires pour la création de leur second clip, ils commencent la production à partir du mois de juin 2012. Fin août 2012, le batteur John Bengtsson déclare ne plus faire partie de The Unguided alors que de son côté, Roger Sjunnesson quitte Sonic Syndicate et continue l'aventure avec son frère. Ils changent donc de batteur et fin juillet 2012, ils annoncent la sortie de leur deuxième clip, basé sur la chanson Betrayer of the Code, pour le mois de septembre.
Le 21 novembre 2012, The Unguided publie indépendamment un EP deux titres intitulé InvaZion, qui comprend les chansons Singularity et Eye of the Thylacine. La date de sortie de Fragile Immortality est annoncé pour le 21 novembre 2013 ; le 31 janvier 2014 pour l'Allemagne, l'Autriche, la Suisse, la Finlande et le Benelux ; le 5 février pour l'Espagne, la Suède, la Norvège ;  le 3 février pour le reste de l'Europe ; et le 11 février pour les États-Unis et le Canada. Il sera publié au label Napalm Records.

### Lust and Loathing(depuis 2015)
Entre le 30 octobre 2015 et le 27 novembre 2015, The Unguided poste une série de vlogs détaillant le prochain album. Le 3 décembre 2015, The Unguided annonce officiellement les détails de son prochain album, qui sera intitulé Lust and Loathing. La sortie est annoncée pour le 26 février 2016 via Napalm Records, et les précommandes pourront être faite à la huitième semaine de 2016. Les précommandes en Europe mêleront album, t-shirt, poster, et calendrier, notamment. Les deux précommandes aux États-Unis s'accompagneront d'une édition digipack limitée ou d'un t-shirt.
Après quelques concerts sans le guitariste Roland Johansson,  le groupe poste une vidéo sur YouTube intitulée Nighttaker en featuring avec un nouveau chanteur, qui sera Jonathan Thorpenberg. Le 10 décembre 2016, le groupe annonce le départ officiel de Roland Johansson.
Le 21 juin 2019 le groupe publie un nouvel EP de deux titres intitulé Royalgatory.

## Membres

### Membres actuels
- Richard Sjunnesson - chant (depuis 2010)
- Roger Sjunnesson - guitare rythmique, claviers (depuis 2010)
- Henric Liljesand – basse (depuis 2011)
- Richard Schill – batterie (depuis 2012)
- Jonathan Thorpenberg - chant clair, guitare (depuis 2016)

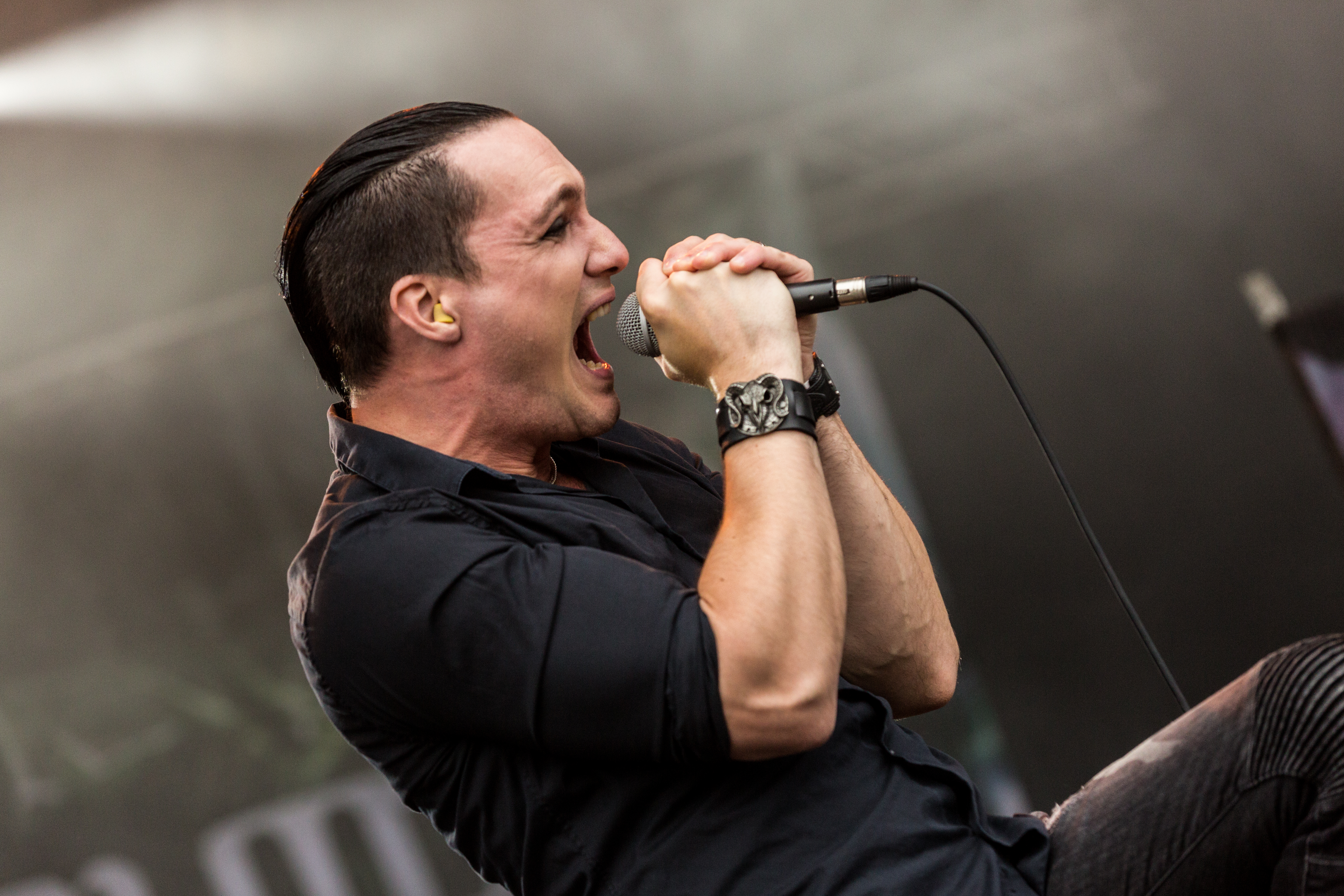
Richard Sjunnesson
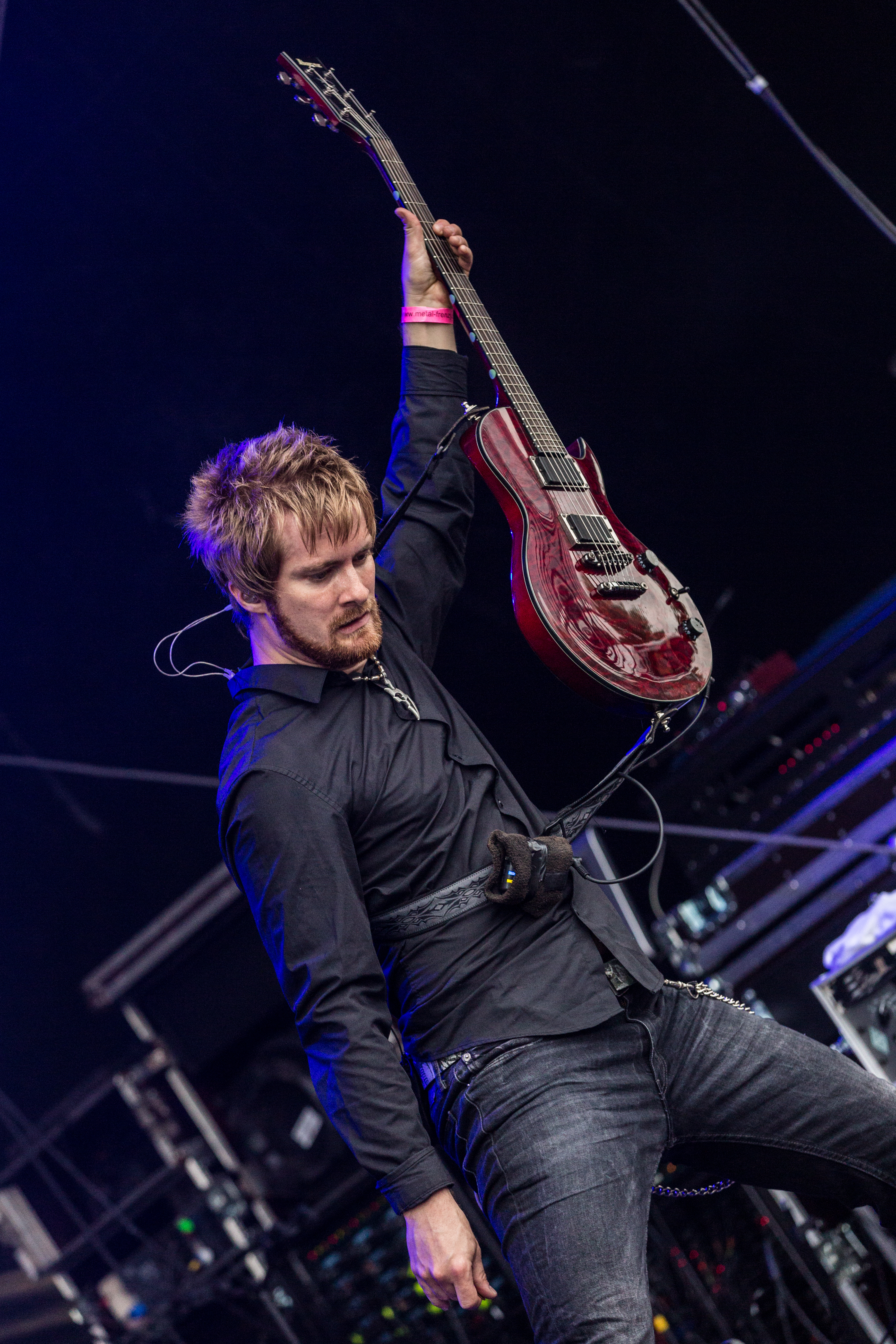
Roger Sjunnesson
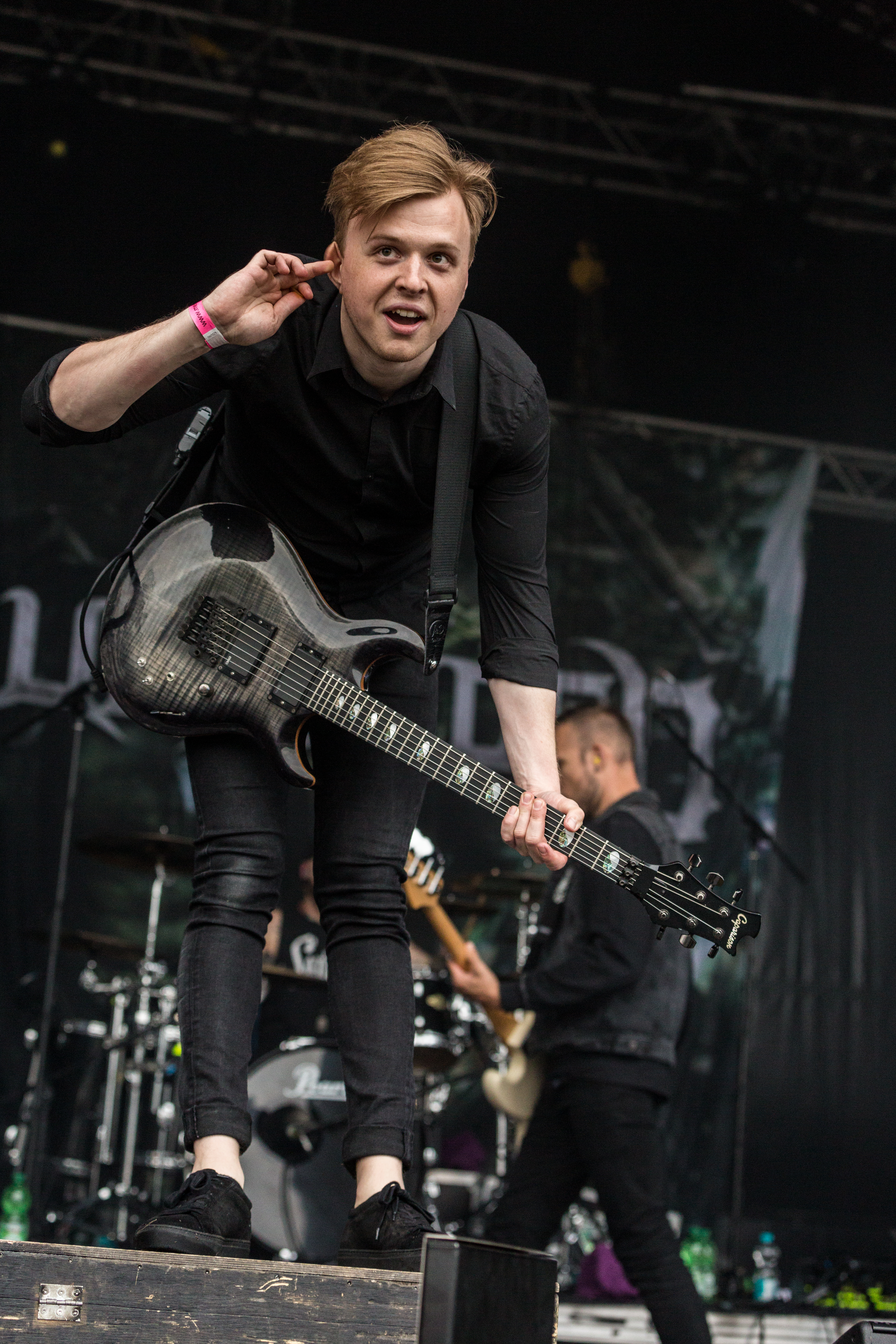
Jonathan Thorpenberg
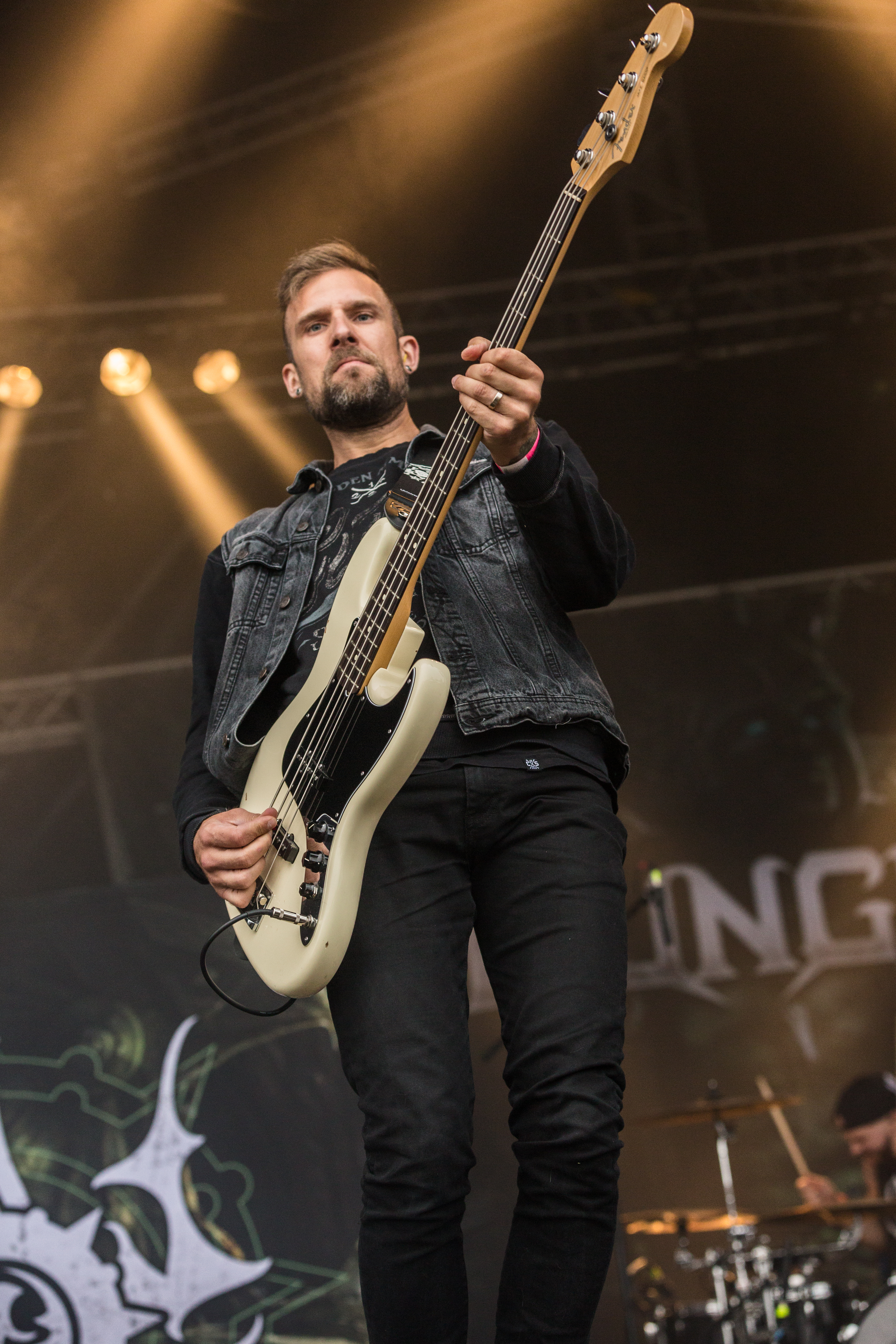
Henric Liljesand
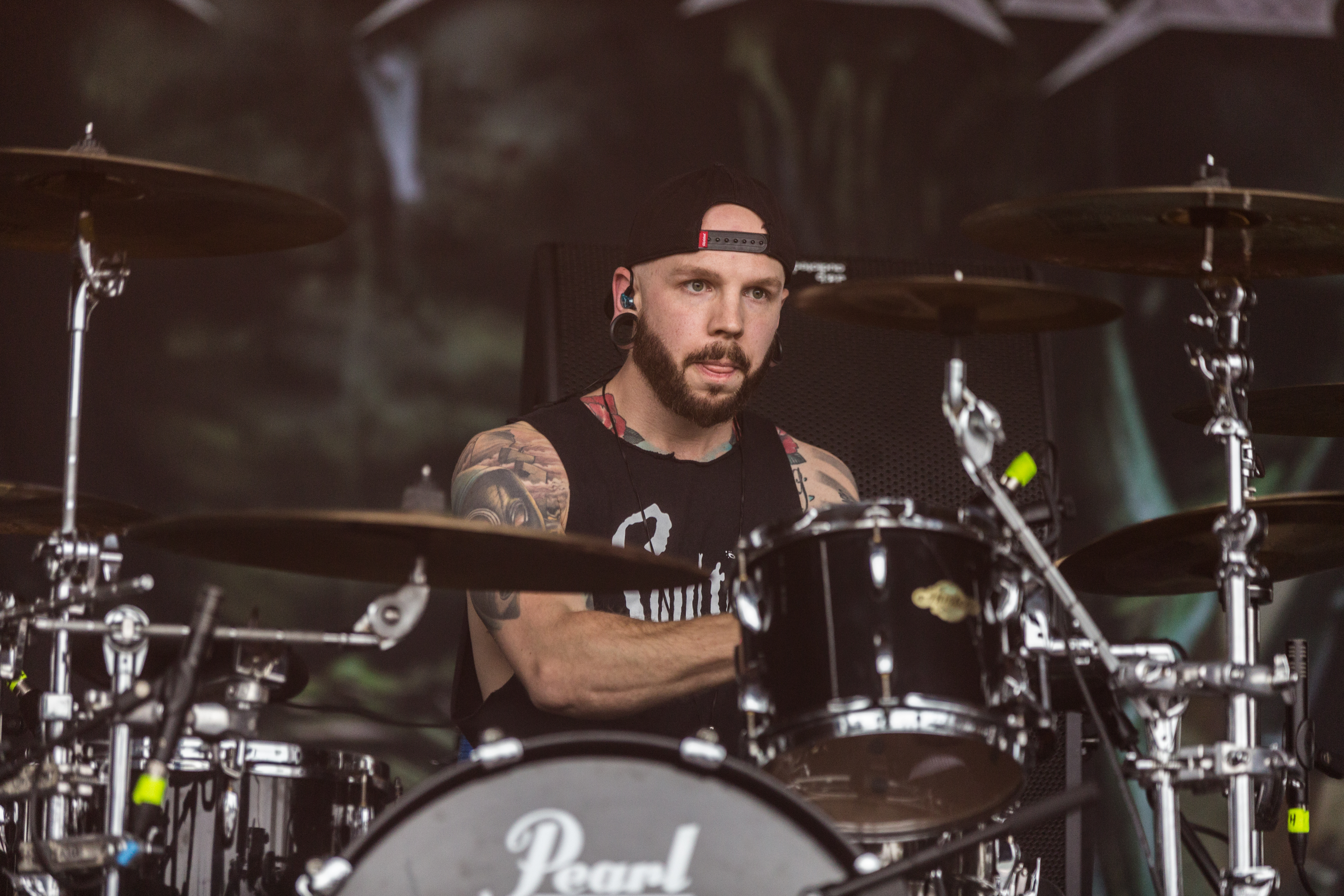
Richard Schill

### Anciens membres
- John Bengtsson – batterie (2011-2012)
- Roland Johansson - chant clair, guitare (2010–2016)

## Discographie

### Albums studio
| Titre                 | Date de sortie   | Label                                |
| --------------------- | ---------------- | ------------------------------------ |
| Hell Frost            | 20 novembre 2011 | Despotz Records                      |
| Fragile Immortality   | 5 février 2014   | Napalm Records                       |
| Lust and Loathing     | 26 février 2016  | Napalm Records                       |
| And The Battle Royale | 10 novembre 2017 | Napalm Records                       |
| Father Shadow         | 9 octobre 2020   | Napalm Records                       |
| Hellven               | 7 mars 2025      | SixOneSix AB / Bleeding Nose Records |

### EP
| Titre         | Date de sortie   | Label           |
| ------------- | ---------------- | --------------- |
| Nightmareland | 1er avril 2011   | Despotz Records |
| InvaZion      | 21 décembre 2012 | Despotz Records |
| Fallen Angels | 22 décembre 2014 | Napalm Records  |
| Brotherhood   | 23 décembre 2016 | Napalm Records  |
| Royalgatory   | 21 juin 2019     | Napalm Records  |

### Singles
| Titre                | Date de sortie    | Label           |
| -------------------- | ----------------- | --------------- |
| Betrayer of the Code | 16 juin 2011      | Despotz Records |
| Inherit the Earth    | 26 octobre 2011   | Despotz Records |
| Phoenix Down         | 13 janvier 2012   | Despotz Records |
| Deathwalker          | 19 septembre 2012 | Despotz Records |
| Inception            | 13 décembre 2013  | Napalm Records  |
| Legendary            | 15 septembre 2017 | Napalm Records  |
| The Heartbleed Bug   | 13 octobre 2017   | Napalm Records  |

## Clips
- 2011 : Phoenix Down, tiré de Hell frost, dirigé par Patric Ullaeus
- 2016 : Enraged, tiré de Lust And Loathing, dirigé par Patric Ullaeus